# Арка Воссоединения
Арка Воссоединения (кор. 조국통일3대헌장기념탑) — арка, которая была расположена в Пхеньяне, столице КНДР.
Также именовалась «Аркой Трёх Хартий» в честь трёх деклараций, подписанных представителями КНДР и РК 4 июля 1972 года.
Тогда было опубликовано Совместное заявление Севера и Юга, в котором содержались три основных принципа объединения:
- Осуществить объединение самостоятельно, без вмешательства третьих сил.
- Обеспечить национальное единство независимо от различий в идеологии, убеждениях и разном политическом строе.
- Воссоединить Родину мирным путём без вмешательства вооружённых сил.

Арка была воздвигнута в 2001 году, через год после межкорейского саммита, в ознаменование указанной совместной декларации на проспекте Тхоньир у южного въезда в Пхеньян.

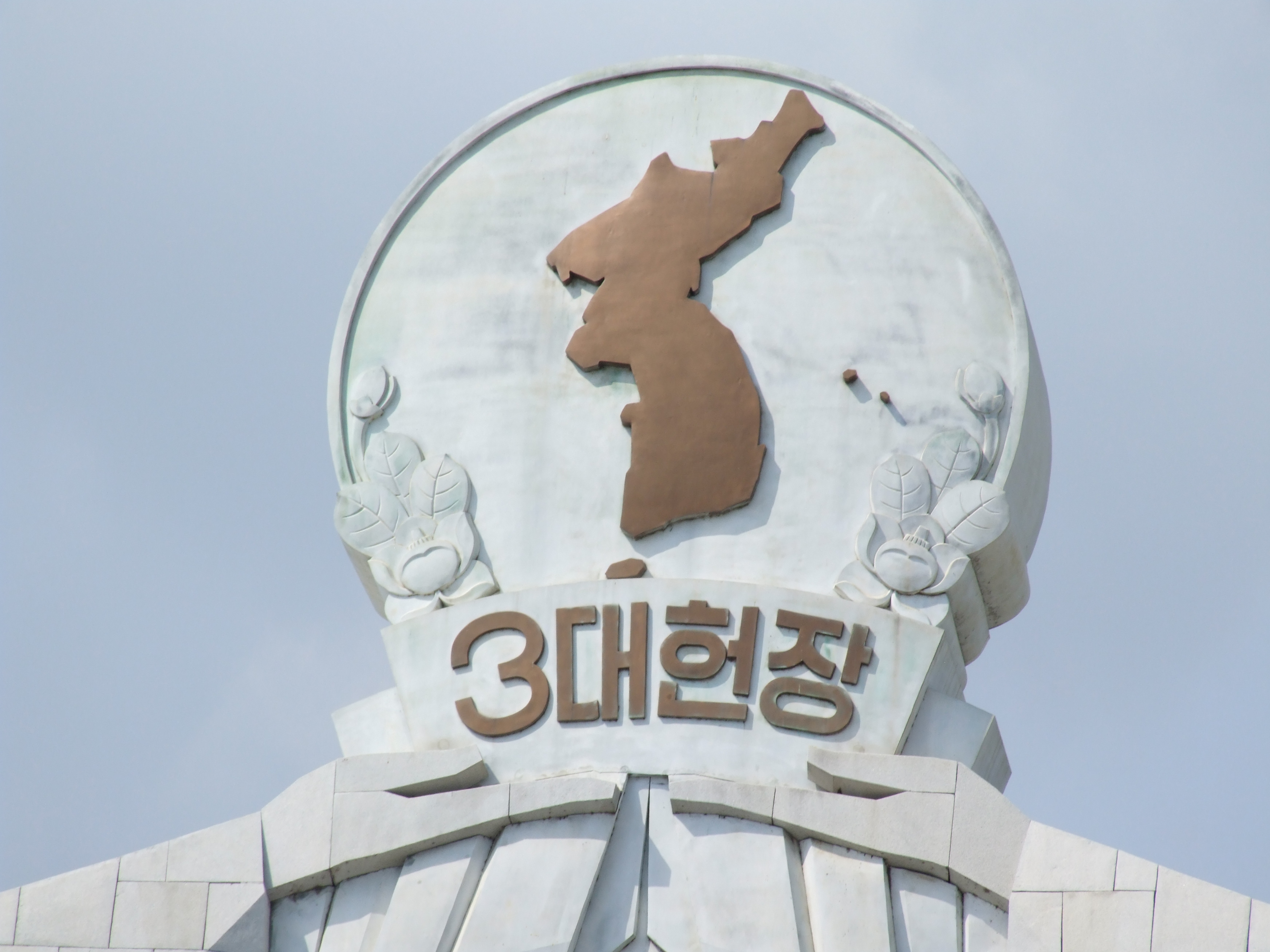
Центральная деталь Арки Воссоединения с изображением Корейского полуострова и островов Чеджу, Уллындо, Токто

На Арке была изображена карта объединённой Кореи, поддерживаемая двумя кореянками в национальных традиционных платьях. Обращала на себя внимание надпись с корейским текстом (кор. 3대헌장),  расположенная под картой Кореи, цифра «3» символизировала три подписанных декларации. Под Аркой Воссоединения проходило четырёхполосное Шоссе Воссоединения, которое соединяет Пхеньян с Демилитаризованной зоной.
В основании памятника были различные надписи в поддержку объединения и мира от различных людей, организаций и наций.
15 января 2024 года глава КНДР Ким Чен Ын в своей речи на 10-й сессии Верховного народного собрания КНДР признал невозможным мирное объединение Кореи и заявил, что арка должна быть ликвидирована.
23 января 2024 года в СМИ появилась информация о том, что Арка Воссоединения была снесена. Об этом свидетельствуют опубликованные спутниковые снимки, датированные этим же днём. При этом на снимках того же места от 19 января арка ещё присутствует. Таким образом, снос был осуществлён в период с 19 по 23 января, однако точная его дата неизвестна. 24 января 2024 года Министерство объединения Южной Кореи подтвердило снос Арки Воссоединения.

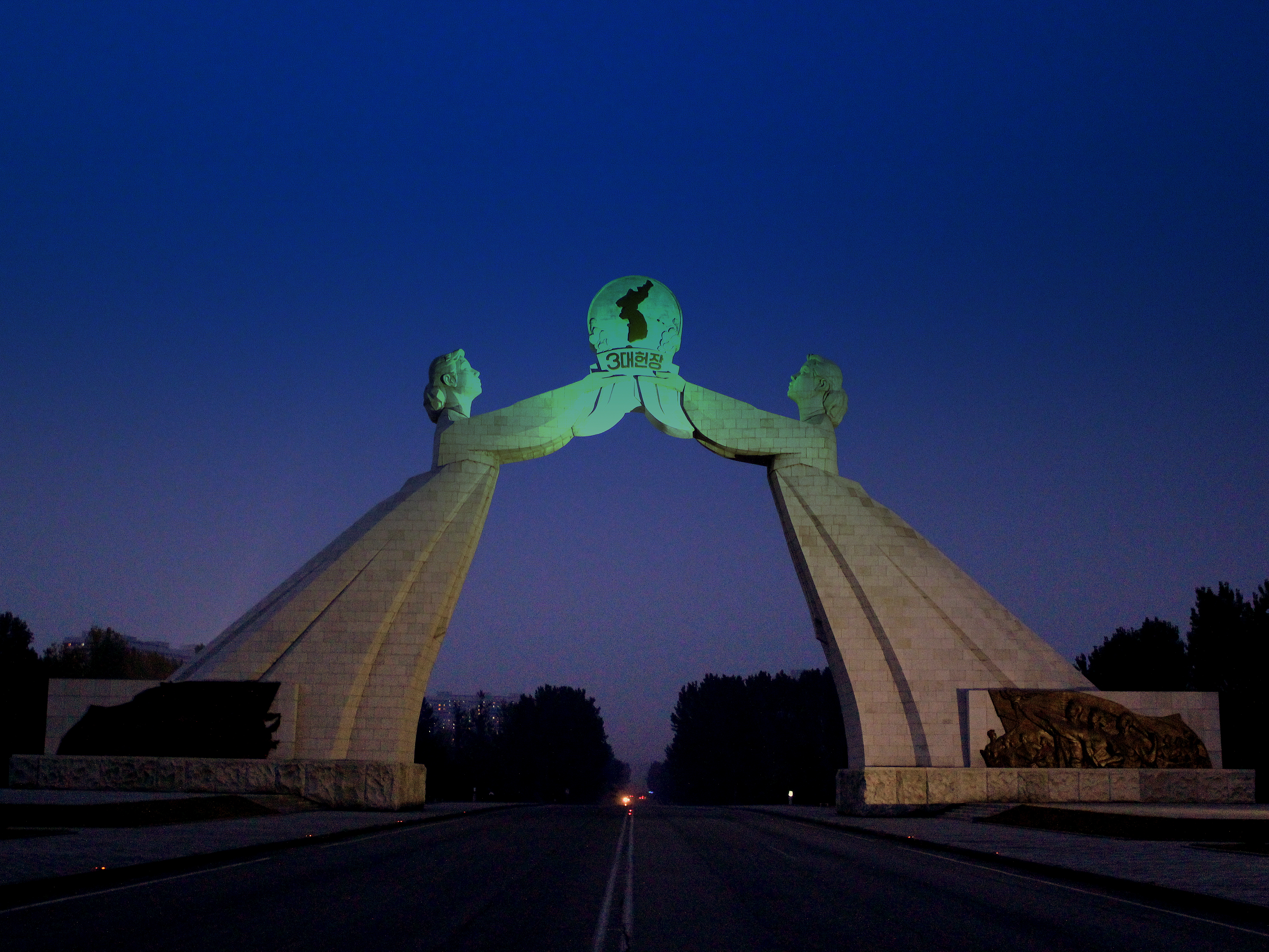
Арка с ночной подсветкой
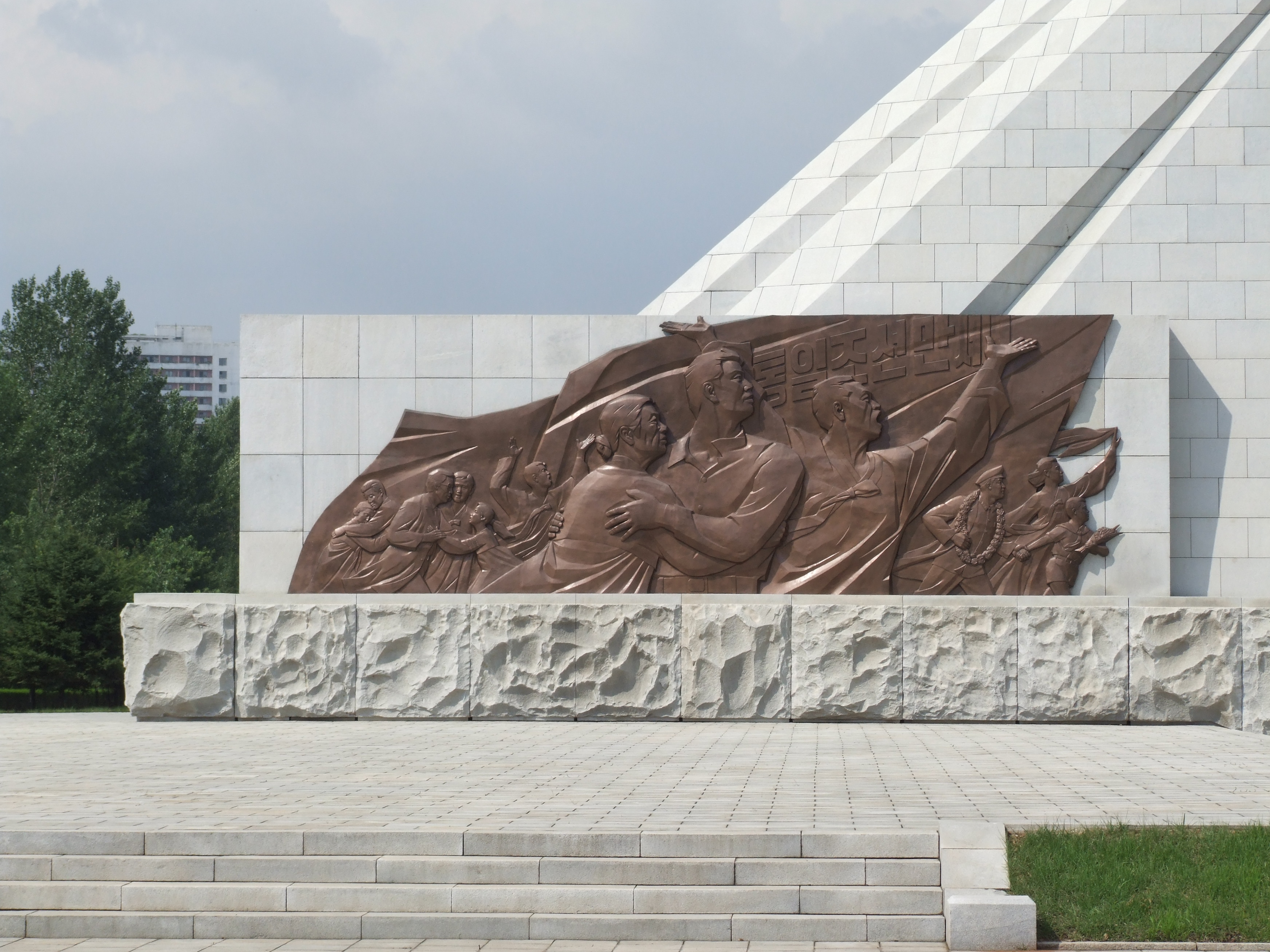
Бронзовый рельеф у левого основания арки
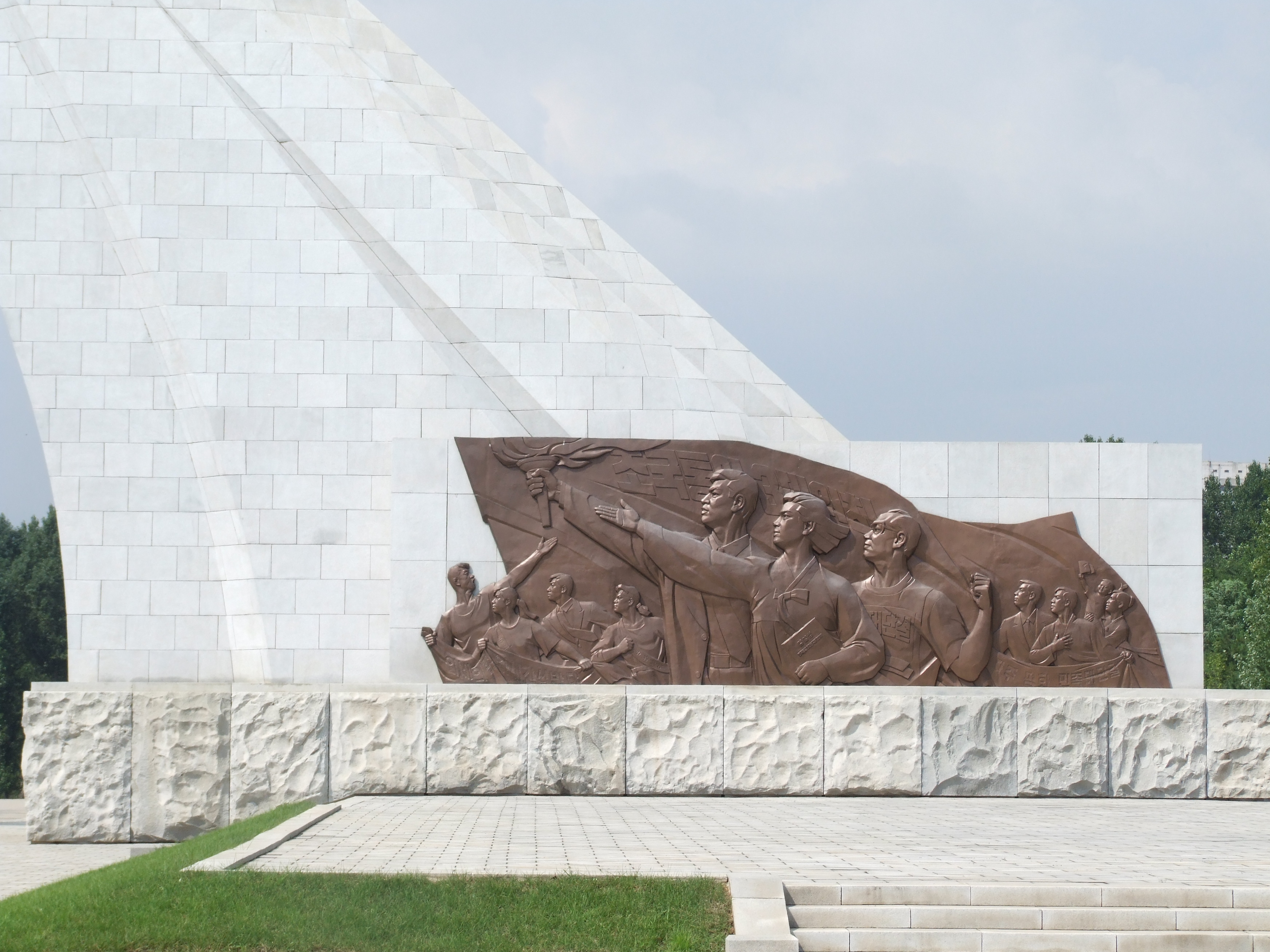
Бронзовый рельеф у правого основания арки
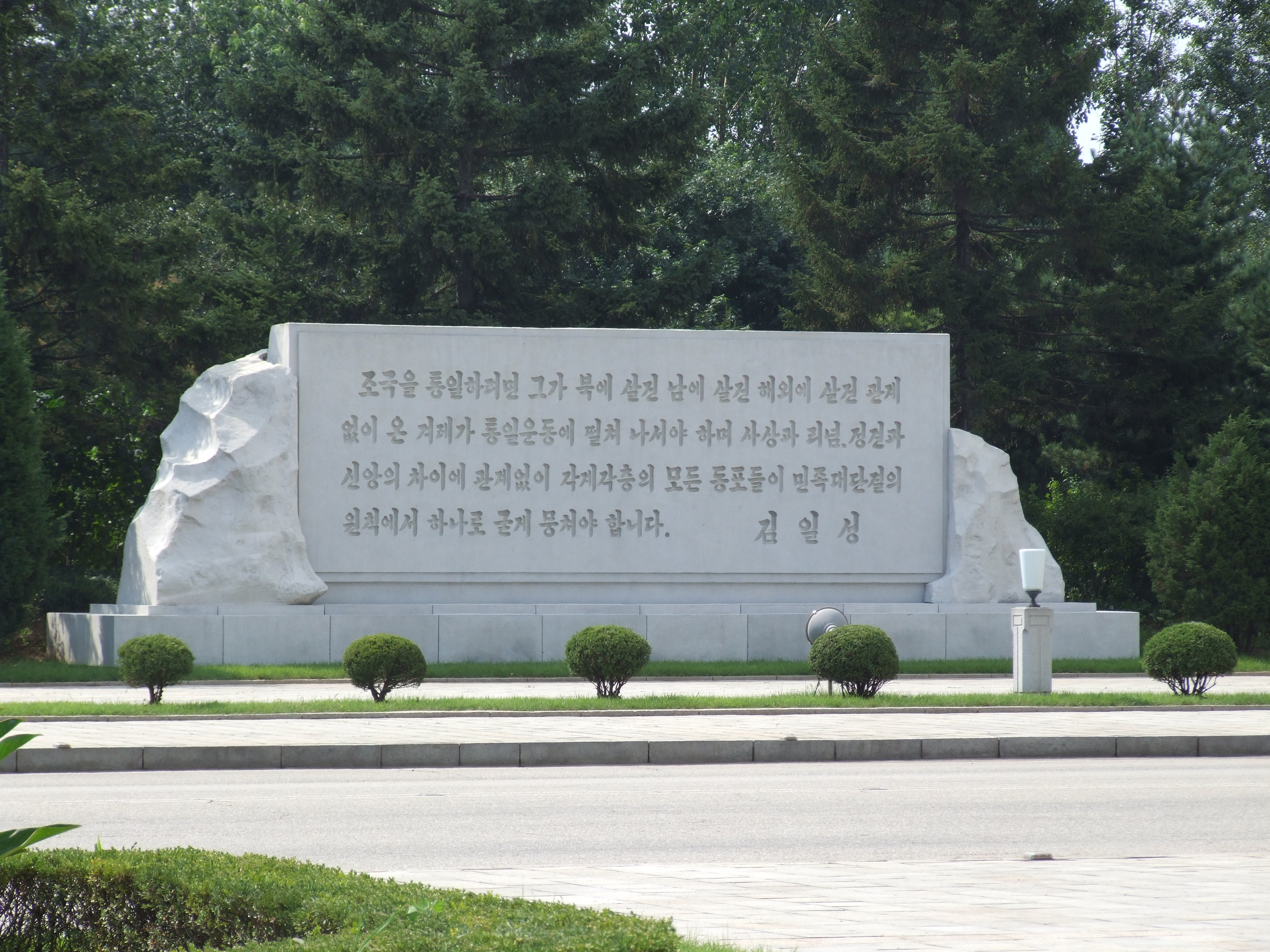
Мемориальный камень у Арки Воссоединения